# Ми нисмо анђели (филм из 1989)
Ми нисмо анђели (енгл. We're No Angels) је филмска комедија из 1989. коју је режирао Нил Џордан. Главне улоге играју: Роберт де Ниро, Шон Пен и Деми Мур.
Грешком проглашени за католичке свештенике, двојица одбеглих осуђеника морају да се прилагоде новим улогама у манастиру. Међутим, бројни догађаји изазивају њихову решеност да остану прикривени.

## Радња
САД, 1930-те, доба Велике депресије. Двојица ситних лопова, Нед (Роберт де Ниро) и Џим (Шон Пен), против своје воље беже из затвора, заједно са окорелим криминалцем Бобијем (Џејмс Русо). Крећу ка канадској граници. У овом граду се налази манастир, а главни јунаци, кријући се од опасног колеге, користе прилику да имитирају дуго очекиваног свештеника из Ватикана и његовог помоћника. Монаси локалног манастира иду у верску процесију у Канаду, а „ходочасници“ желе да то искористе.
Пошто на пут треба да изведете некога коме је потребно лечење, бегунци се упознају са локалном проститутком Моли (Деми Мур), са немом ћерком од рођења. Заплет се ближи расплету - лоши момци чине добро дело ризикујући сопствену слободу, па чак и живот. Невероватан сплет околности доводи до тога да главни негативац умире, девојка почиње да говори, Нед добија слободу, а Џим нови живот у Богу.

## Улоге
| Глумац         | Улога       |
| -------------- | ----------- |
| Роберт де Ниро | Нед         |
| Шон Пен        | Џим         |
| Деми Мур       | Моли        |
| Хојт Акстон    | отац Лејвек |
| Бруно Кирби    | заменик     |
| Реј Маканали   | управник    |
| Џејмс Русо     | Боби        |
| Волас Шон      | преводилац  |
| Џон К. Рајли   | млади монах |
| Џеј Бразо      | шериф       |